# Frida von Itzenplitz
Frida Gräfin von Itzenplitz (* 16. September 1869 auf Herzberg bei Exin, Provinz Posen; † 24. September 1921 in Danzig) war eine deutsche Malerin.

## Leben und Werk
Sie war eine Tochter von Friedrich Joseph Johann Karl, Graf von Itzenplitz und Marie, Gräfin von Hacke. Itzenplitz war Schülerin von Ludwig Dettmann in Berlin und Königsberg ab 1900. Zudem studierte sie in München und Paris. Sie bereiste Schweden, Dänemark, England, Tunesien, Marokko und Italien. Bekannt war sie für ihre stimmungsvollen Landschaftsbilder und Stillleben. Zudem malte sie Danziger Stadtansichten, u. a. des Danziger Hafens. Auf allen Danziger Ausstellungen der Zeit wurden ihre pastos gemalten Stillleben und Tierbilder (u. a. Hühner, Birkhahn) gezeigt. Der deutsche Kaiser Wilhelm II., kaufte das Bild „Tor zum Olivaer Schlossgarten“. Ihr Werk umfasst darüber hinaus in leuchtenden Farben gehaltene Aquarelle mit südlichen Landschaftsmotiven (röm. Campagna, Capri, Girgenti, Taormina, Algier, Tunis usw.), und sie malte ein Triptychon, das Altarbild der Kirche in Exin. Nach ihrem Tod fand eine Gedächtnis-Ausstellung in Danzig statt.

## Ausstellungen
- Verein Danziger Künstler in der Peinkammer, 1921